# Bundesstraße 388
De 'Bundesstraße 388' (afkorting: B 388) is een bundesstraße in de Duitse deelstaat Beieren. De weg is 203 kilometer lang
De weg begint in Ismaning en loopt langs de steden Erding, door Bockhorn, Vilsbiburg, Eggenfelden, Pfarrkirchen, Passau en  Wegscheid naar de Oostenrijkse grens ten oosten van Wengscheid. Hier sluit hij aan op de B38 richting Freistadt.

## Routebeschrijving
De B388 begint in Ismaning op een afrit van de B471. De weg loopt langs Fischerhäuser waar de B301 aansluit, door Moosinning, langs Erding, door Bockhorn, Inning am Holz. |Taufkirchen waar de B15 kruist en langs Velden, Vilsbiburg waar ze samenloopt met de B299. De B388 loopt verder langs Bodenkirchen, Gangkofen, Massing, Unterdietfurt, Unterdietfurt, Huldsessen, Eggenfelden, waar ze samenloopt met de B20 en de B588 aansluit, Pfarrkirchen, door Bad Birnbach en Bad Griesbach im Rottal, langs Pocking en Ruhstorf en sluit aan op de B12, waarna ze samen bij afrit Pocking aansluiten op de A3.
Vervanging
Tussen afrit Pocking en afrit Passau-Mitte is de B12/B388 vervangen door de A3.
Voortzetting
Vanaf Passau-Mitte A3 lopen de B12 en de B388 samen door Passau. In Passau kruist ze de Donau en de B8 en sluit de B85 aan. De B85 loopt mee tot aan de kruising van de B12 . De B388 loopt nog door Obernzell, Untergriesbach, Wegscheid. Ten oosten van Wegscheid volgt de grens met Oostenrijk. Aan de Oostenrijkse kant gaat de B38 verder naar Freistadt.
B2 · B2a · B2R · B3 · B4 · B4R · B8 · B10 · B11 · B12 · B13 · B13n · B14 · B15 · B15n · B16 · B17 · B18 · B19 · B20 · B21 · B22 · B23 · B25 · B26 · B26a · B27 · B28 · B28a · B29 · B30 · B31 · B31a · B32 · B33 · B33a · B34 · B35 · B36 · B37 · B38 · B38a · B39 · B44 · B45 · B47 · B85 · B89 · B131n · B173 · B276 · B278 · B279 · B285 · B286 · B287 · B289 · B290 · B291 · B292 · B293 · B294 · B295 · B296 · B297 · B298 · B299 · B300 · B301 · B302 · B303 · B304 · B305 · B306 · B307 · B308 · B309 · B310 · B311 · B312 · B313 · B314 · B315 · B316 · B317 · B318 · B319 · B340 · B378 · B388 · B415 · B425 · B426 · B462 · B463 · B464 · B465 · B466 · B467 · B468 · B469 · B470 · B471 · B472 · B491 · B492 · B500 · B505 · B512 · B523 · B532 · B533 · B535 · B588 · B999